# Селерсбург (Индијана)
Селерсбург (енгл. Sellersburg) град је у америчкој савезној држави Индијана.

## Демографија
По попису из 2010. године број становника је 6.128, што је 57 (0,9%) становника више него 2000. године.
| Група             | 2000.         | 2010.         |
| Белци             | 5.935 (97,8%) | 5.637 (92,0%) |
| Афроамериканци    | 15 (0,2%)     | 49 (0,8%)     |
| Азијати           | 10 (0,2%)     | 18 (0,3%)     |
| Хиспаноамериканци | 63 (1,0%)     | 335 (5,5%)    |
| Укупно            | 6.071         | 6.128         |